# Немурский договор
Немурский договор (Немурский эдикт, Договор в Сен-Мор, фр. Édit de Nemours) — договор, подписанный в Немуре 7 июля 1585 года между королевой-матерью Франции Екатериной Медичи, действовавшей от имени короля, и представителями герцогов де Гиз, в том числе Карлом III Лотарингским). Екатерина после заключения договора поспешила в Сен-Мор-дез-Фоссе, где 13 июля был подписан договор между королем Генрихом III и лидерами Католической лиги, в том числе Генрихом де Гиз. На короля было оказано давление со стороны членов Католической лиги, вынудивших его подписать соглашение, которое было признано современниками как повод к возобновлению французских религиозных войн

## Контекст
10 июня 1584 года герцог Анжуйский, Франсуа Алансонский, умер. Так как король Генрих III был бездетным, законным наследником престола Франции должен был стать дальний родственник короля и лидер гугенотской партии, Генрих Наваррский. В ответ следующей весной Католическая лига взяла под свой контроль несколько городов на севере Франции. В попытке получить контроль над Лигой во главе с Гизами Генрих III объявил себя главой Лиги, что привело к его разрыву с Генрихом Наваррским.

## Положения
Договор отменил все предыдущие эдикты, лишил гугенотов всех официальных должностей и титулов и заставил короля капитулировать перед требованиями Католической Лиги. Кроме того, герцог де Гиз получил Шалон как подтверждение искренности короля. В результате вся северо-восточная часть Франции стала непосредственно контролироваться Гизами. Кроме того, Гизам обещали значительные субсидии. Генрих Гиз прямо сказал кардиналу Карлу де Бурбону, что это соглашение могло принести хаос и разруху во Францию. Тем не менее, король подписал договор в своих попытках стать лидером Католической Лиги. 18 июля он лично отправился в парламент Парижа, чтобы заставить его членов ратифицировать условия договора, что дало им силу закона.
19 июля Католическая Лига обнародовала свою версию эдикта с ещё более радикальными положениями. На основании условий соглашения были отменены все предыдущие указы, дававшие религиозные и политические привилегии гугенотам. Короче говоря, соглашение запрещало практику всех религий, кроме католицизма во Франции. «Еретикам» не было позволено претендовать на государственные должности. Все гугеноты должны были перейти в католичество или быть изгнаны из Франции.

## Последствия
Папа Сикст V одобрил Немурский договор после отлучения Генриха Наваррского и его кузена, принца Конде. Папская булла лишила Генриха Наваррского титулов и отказала ему и его кузену в праве на французский трон. Папская булла также объявляла недействительными все присяги королю Наварры со стороны его вассалов. Немурский договор и события, последовавшие за ним, привели к «Войне трех Генрихов» — заключительному этапу французских религиозных войн.